# Елџин (Северна Дакота)
Елџин (енгл. Elgin) град је у америчкој савезној држави Северна Дакота.

## Демографија
По попису из 2010. године број становника је 642, што је 17 (-2,6%) становника мање него 2000. године.
| Група             | 2000.       | 2010.       |
| Белци             | 640 (97,1%) | 631 (98,3%) |
| Афроамериканци    | 0 (0,0%)    | 0 (0,0%)    |
| Азијати           | 2 (0,3%)    | 0 (0,0%)    |
| Хиспаноамериканци | 5 (0,8%)    | 1 (0,2%)    |
| Укупно            | 659         | 642         |